# Фараон (річка)
Фараон — річка в Україні Бориспільському районі Київської області. Ліва притока Супою (басейн Дніпра).

## Опис
Довжина річки приблизно 9,8 км.

## Розташування
Бере початок на південному сході від Ничипорівки. Тече переважно на південний захід через Фарбоване і впадає до річки Супій, лівої притоки Дніпра.